# Nicole Ray
Nicole Ray (Illinois; 4 de noviembre de 1989) es el nombre de una actriz pornográfica estadounidense.

## Premios
- 2010 Premios AVN (nominada) – Mejor nueva Starlet[2]
- 2010 Premios AVN Award (nominada) – Mejor escena de sexo oral - Gag Factor 29[2]
- 2010 Premios AVN Award (nominada) – Mejor escena de sexo POV - She Is Half My Age 7[2]
- 2010 Premios AVN Award (nominada)– Mejor escena de sexo grupal femenino - Girlgasmic 2[2]
- 2010 Premios XBIZ (nominada) – Nueva starlet del año[3]
- 2011 Premios AVN Award (nominada) – Mejor escena de sexo tres vías (H/H/M) - Bar Pussy[4]
- 2011 Premios AVN Award (nominada) – Mejor escena de sexo tres vías (H/M/M) - Pornstar Workout 2[4]